# Cymodocea rotundata
Cymodocea rotundata är en enhjärtbladig växtart som beskrevs av Paul Friedrich August Ascherson och Georg August Schweinfurth. Cymodocea rotundata ingår i släktet Cymodocea och familjen Cymodoceaceae. IUCN kategoriserar arten globalt som livskraftig. Inga underarter finns listade.

## Bildgalleri

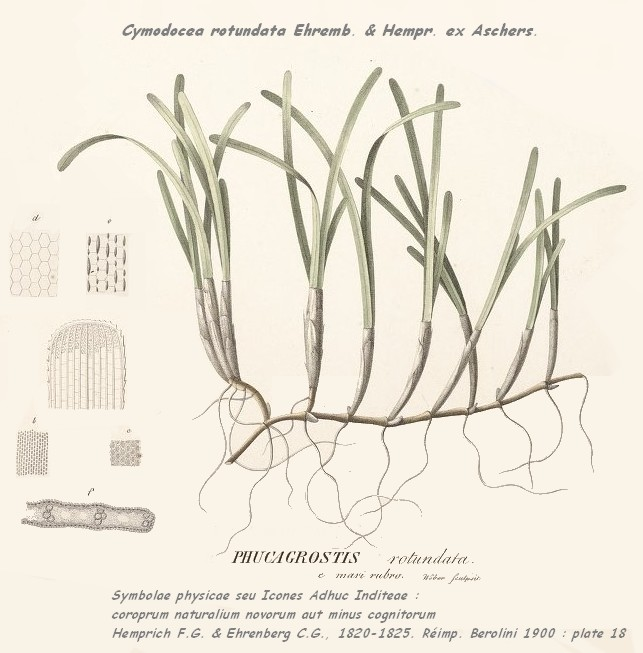